# Mangora gibberosa
Mangora gibberosa (Hentz, 1847) é uma espécie de aranha araneomorfa, descrita por Nicholas Marcellus Hentz em 1847, pertencente ao género Mangora da família Araneidae. Nenhuma subespécie está listada. A espécie tem distribuição natural na América do Norte, numa região que se estende desde o sueste do Canadá, pelo leste dos Estados Unidos, até Tamaulipas, no México.

## Descrição e habitat
A espécie apresenta abdómen oval, maculado por numerosas manchas esbranquiçadas, com marbas laterais tigradas em castanho. O dorso é ornado por três bandas escuras. O cefalotórax é glabro, pouco opaco, amarelo-alaranjado e decorado com uma faixa longitudinal escura na parte central. As pernas não apresentam coloração distinta e são recobertas por longos espinhos.
Tece uma teia orbicular, invaravelmente voltada para leste, expondo-se aos primeiros raios do Sol. A aranha coloca-se no centro, de costas para o Sol e com a cabeça virada para baixo.
É uma aranha diurno que vive nos campos e em outros lugares ensolarados, particularmente ao longo dos bordos das florestas de coníferas e das margens de clareiras.

## Galeria

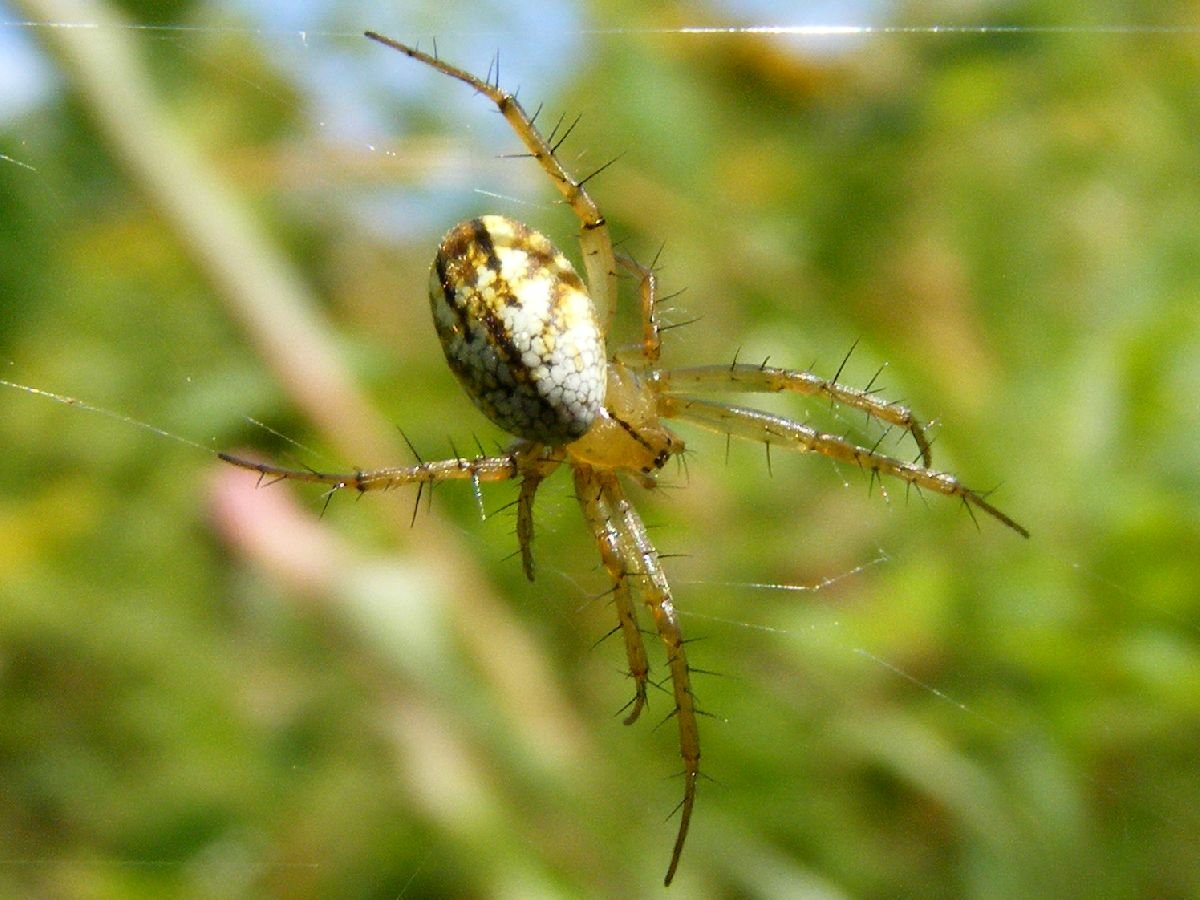
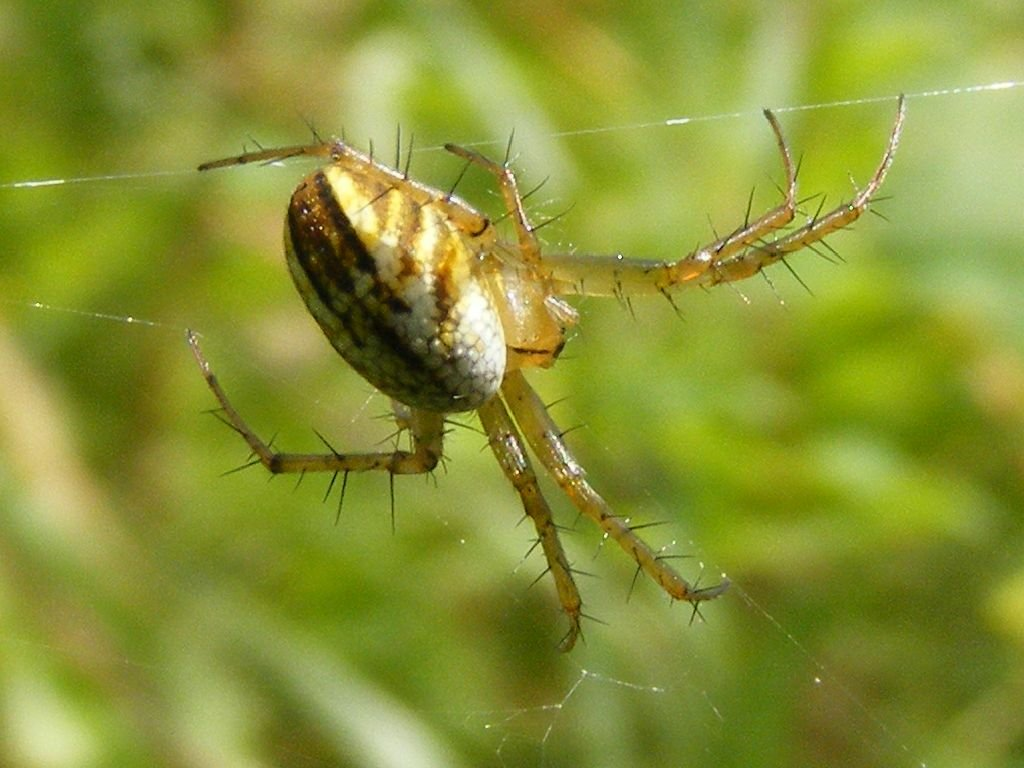
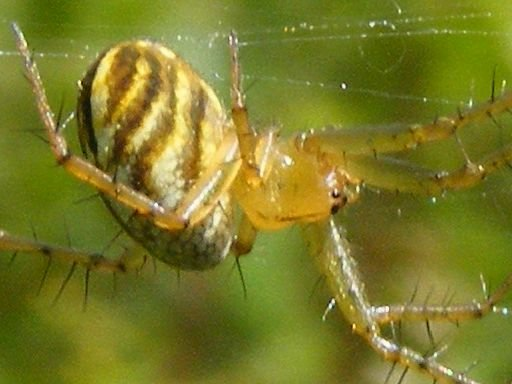

## Publicação original
- Hentz, 1847 : Descriptions and figures of the araneides of the United States. Boston Journal of Natural History, Predefinição:Vol., p. 443-478.